# Свети Атанасий (Тополян)
Вижте пояснителната страница за други значения на Свети Атанасий.
„Свети Атанасий“ (на гръцки: Αγίου Αθανασίου) е възрожденска православна църква в сярското село Тополян (Хрисо), Егейска Македония, Гърция. Част е от Сярската и Нигритска епархия на Вселенската патриаршия. Църквата е енорийски храм на селото.
Църквата е изградена в центъра на селото в XIX век, като за това свидетелстват надписите на иконите в нея. В архитектурно отношение е куполна базилика, която в годините е претърпяла много изменения. В енорията на храма влизат църквите „Животворящ източник“, „Свети Георги“, „Възнесение Господне“, „Свети Василий Велики“ и „Свети Илия“.